# Campephilus
A Campephilus a madarak (Aves) osztályának harkályalakúak (Piciformes) rendjébe, ezen belül a harkályfélék (Picidae) családjába tartozó nem.

## Tudnivalók
A Campephilus-fajok az amerikai szuperkontinens harkályai közé tartoznak.
Ezt a taxont George Robert Gray, angol természettudós és ornitológus alkotta meg; Gray ekkortájt a királyharkályt javasolta típusfajnak. A taxonnév magyarul „lárva kedvelőt” jelent, eme madarak táplálékára utalva; hiszen a fákban élő bogárlárvák alkotják az étrendjüket. Sokáig úgy vélték, hogy a legközelebbi rokonaik, a nagy, fekete Dryocopus-fajok, azonban az újabb kutatások elvetik ezt a feltételezést, és a Campephilus-fajokat inkább a dél- és délkelet-ázsiai Chrysocolaptes-fajokkal rokonítják.

## Rendszerezés
A nembe az alábbi 12 faj tartozik:
- Campephilus gayaquilensis (Lesson, 1845)[1]
- hercegharkály (Campephilus guatemalensis) (Hartlaub, 1844)[2]
- Campephilus haematogaster (Tschudi, 1844)[3]
- császárharkály (Campephilus imperialis) (Gould, 1832)[4] – meglehet, hogy kihalt faj
- Campephilus leucopogon (Valenciennes, 1826)[5]
- Magellán-harkály (Campephilus magellanicus) (King, 1828)[6]
- amazóniai ácsharkály (Campephilus melanoleucos) (Gmelin, 1788)[7]
- Campephilus pollens (Bonaparte, 1845)[8]
- királyharkály (Campephilus principalis) (Linnaeus, 1758)[9]
- Campephilus robustus (Lichtenstein, 1819)[10]
- Campephilus rubricollis (Boddaert, 1783)[11]
- Campephilus splendens Hargitt, 1889[12] - korábban azonosnak tartották a C. haematogasterral

A fenti recens fajokon kívül, ebbe a madárnembe egy fosszilis faj is tartozik, az úgynevezett Campephilus dalquesti. Ezt a fosszilis harkályfajt, a texasi Scurry megyében találták meg. Becslések szerint, ez a madárfaj a pleisztocén vége felé élhetett.

### Fordítás
- Ez a szócikk részben vagy egészben  a   Campephilus című angol Wikipédia-szócikk ezen változatának fordításán alapul.  Az eredeti cikk szerkesztőit annak laptörténete sorolja fel. Ez a jelzés csupán a megfogalmazás eredetét és a szerzői jogokat jelzi, nem szolgál a cikkben szereplő információk forrásmegjelöléseként.